# Un colt pour trois salopards
Pour plus de détails, voir Fiche technique et Distribution.
Un colt pour trois salopards (titre original : Hannie Caulder) est un film britannique réalisé par Burt Kennedy, sorti en 1971.

## Synopsis
Hannie Caulder voit sa vie s'écrouler lorsque les 3 frères Clemens assassinent son mari, la violent et incendient sa maison. Décidée à se venger, elle va tout apprendre de Thomas Luther Price, un chasseur de primes qui la recueille.

## Fiche technique
- Titre français : Un colt pour trois salopards
- Titre original : Hannie Caulder
- Réalisation : Burt Kennedy
- Scénario : Burt Kennedy & David Haft
- Musique : Ken Thorne
- Photographie : Edward Scaife
- Montage : Jim Connock
- Production : Patrick Curtis
- Sociétés de production : Curtwel Productions, Paramount Pictures & Tigon British Film Productions
- Société de distribution : Tigon British Film Productions
- Pays :  Royaume-Uni
- Langue : Anglais
- Format : Couleur - Mono - 35 mm - 2.35:1
- Genre : Western
- Durée : 85 min
- Classification : USA : R / UK : AA (original rating) / 15 (video rating)
- Dates de sortie : 
  - Finlande : 25 décembre 1971
  - Suède : 16 février 1972
  - États-Unis : 24 mai 1972 (New York), puis juillet 1972
  - Allemagne (Allemagne de l'Ouest) : 4 août 1972
  - France : 26 mai 1972[1]

## Distribution
- Raquel Welch (VF : Jacqueline Cohen) : Hannie Caulder
- Robert Culp (VF : Jean-Claude Michel) : Thomas Luther Price
- Ernest Borgnine (VF : André Valmy) : Emmett Clemens
- Jack Elam (VF : Jacques Deschamps) : Frank Clemens
- Strother Martin (VF : Edmond Bernard) : Rufus Clemens
- Christopher Lee (VF : René Arrieu) : Bailey
- Diana Dors (VF : Paule Emanuele) : Madame
- Stephen Boyd : le tueur en noir

## À noter
- Il ne s'agit pas tout à fait d'un western spaghetti, bien que de nombreux éléments le fassent croire (gros plans, ralentis, violence générale), mais d'un film produit par des Anglais, réalisé par un Américain Burt Kennedy, spécialiste du genre, avec en prime la plastique de Raquel Welch.
- Le film a été tourné en Espagne, en Andalousie, au nord d'Almeria, dans le désert de Tabernas.
- Acteur du cinéma fantastique, célèbre pour son rôle de Dracula, Christopher Lee, figure dans le seul western de sa carrière au cinéma. À la télévision, il interprètera le rôle du Grand Duc russe dans une série western également réalisée par Burt Kennedy en 1979, La Conquête de l'Ouest.